# Championnats de France d'athlétisme 1917
Navigation
Championnats 1914 Championnats 1918

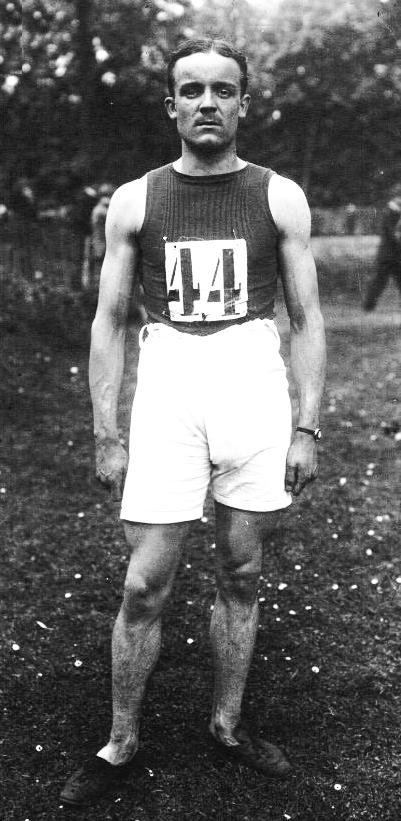
Jacques Vetillard, champion de France en 1917 des 110 mètres haies et saut en hauteur (ici aux 110 mètres haies des Critériums Nationaux militaires de 1919).

Les Championnats de France d'athlétisme 1917 ont eu lieu les 29 juin et 30 juillet 1917. Les épreuves masculines se sont déroulées à la Croix-Catelan et les épreuves féminines à la porte Brancion.

## Palmarès

### Femmes
| Discipline                 | Athlète                    | Athlète      |
| -------------------------- | -------------------------- | ------------ |
| 80 m                       | Thérèse Brulé              | 12 s 4       |
| 400 m                      | Thérèse Brulé              | 1 min 16 s 2 |
| 1 200 m                    | Renée Mireux               | 4 min 59 s 0 |
| 80 m haies                 | Suzanne Cuzin              | 20 s 0       |
| Saut en hauteur sans élan  | Thérèse Brulé              | 0,95 m       |
| Saut en hauteur            | Thérèse Brulé Renée Mireux | 1,23 m       |
| Saut en longueur sans élan | Suzanne Cuzin              | 2,21 m       |
| Saut en longueur           | Suzanne Cuzin              | 4,15 m       |
| Lancer du poids            | Violette Morris            | 13,92 m      |

### Hommes
| Discipline                 | Athlète              | Athlète      |
| -------------------------- | -------------------- | ------------ |
| 100 m                      | Albert Hemmi (SUI)   | 12 s 0       |
| 400 m                      | Omer Smet (BEL)      | 53 s 6       |
| 1 500 m                    | Jacques Keyser (NED) | 4 min 19 s 8 |
| 5 000 m                    | Jacques Keyser (NED) | 16 min 7 s 8 |
| 110 m haies                | Jacques Vétillard    | 18 s 0       |
| Saut en hauteur            | Jacques Vétillard    | 1,65 m       |
| Saut en longueur sans élan | Jean Le Gall         | 3,05 m       |
| Saut en longueur           | Clément Mentrel      | 6,47 m       |
| Lancer du poids            | Chanoine             | 10,98 m      |